# Bømlo
Bømlo és un municipi situat al comtat de Vestland, Noruega. Té 11.778 habitants (2016) i la seva superfície és de 246,57 km². El centre administratiu del municipi és el poble de Svortland.

## Informació general

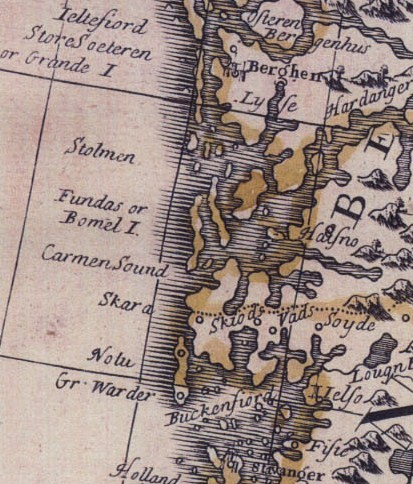
Un mapa del 1720, on s'hi troba "Fundas o Bomel I."

### Nom
El municipi duu el nom de l'illa de Bømlo (en nòrdic antic: Bymbil), possiblement derivat de Bembel, el que significa melic o estómac. En aquest context es creu que es refereix a alguna cosa gruixuda o inflada, com ara les muntanyes de Siggjo. Fins al 1918 el nom va ser escrit Bommel.

### Escut d'armes
L'escut d'armes va ser concedit el 29 de febrer de 1980. Els seus colors són vermell i gris clar, i il·lustren la fulla d'una nimfeàcia entrellaçada amb un trèvol. L'estructura de trèvol simbolitza els tres municipis anteriors, Bremnes, Moster, i Bømlo, que es va unir el 1963. La nimfeàcia, però, va ser triada simplement com un element decoratiu sense cap raó concreta.

## Geografia

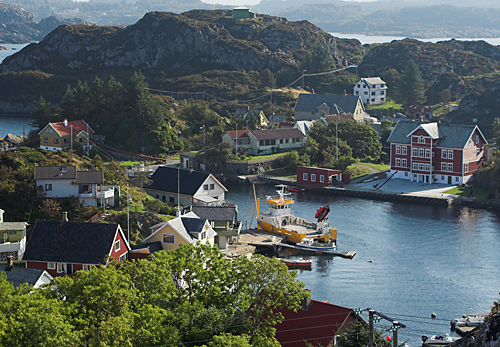
Vista del port d'Espevær.

El municipi inclou al voltant de 900 illes, illots i esculls, tot i que la majoria són molt petites i deshabitades. L'illa principal també es diu Bømlo, i altres illes destacades del municipi són Moster, Otterøya, Spyssøya, Goddo, i Espevær. El municipi es troba al nord de l'entrada del fiord de Hardanger, al sud del Selbjørnsfjorden, i a l'oest del Stokksundet. L'Innværfjorden és un petit fiord que parteix l'illa de Bømlo al voltant del poble de Rubbestadneset.
La gran illa de Stord es troba a l'est. Bømlo està connectat amb Stord per un pont penjant, que ha fet que el transport cap i des del municipi sigui més fàcil i més eficaç.
Bømlo inclou un bon grup d'àrees residencials, situades sobretot a Svortland, Søra-Bømlo, Rubbestadneset, Moster, Finnås, Gilje, Goddo, i Hiskjo. Svortland és el centre administratiu, on hi ha les botigues, un centre cultural, les escoles i els edificis oficials, i es troba una mica al nord del centre de l'illa. Moster és d'altra banda més a l'est, amb un alt percentatge dels cristians dedicat a almenys tres diferents denominacions cristianes.